# Lactarius paradoxus
Lactárius paradóxus (лат.) — вид грибов рода Млечник (Lactarius) семейства Сыроежковые (Russulaceae).

## Описание
- Шляпка 5—8 см в диаметре, выпуклой формы, затем становится плоско-вдавленной или воронковидной, серо-синего цвета, с более светлыми зонами, в молодом возрасте с серебристым оттенком, гладкая, в сырую погоду клейкая. Край шляпки в молодом возрасте подвёрнут. Кутикула шляпки — иксокутис 45—120 мкм толщиной.
- Гименофор пластинчатый. Пластинки приросшие к ножке или нисходящие на неё, часто расположенные, у ножки нередко разветвлённые, коричневатого цвета, при повреждении зеленеют.
- Мякоть плотная, бледная, с горохово-зелёным оттенком, медленно зеленеет при повреждении. Запах отсутствует, вкус пресный, слегка острый или слабо горький. Млечный сок винно-коричневого цвета, у более старых грибов зеленеет.
- Ножка 2,5—3 см длиной и 1—1,5 см толщиной, сужающаяся книзу, с корневидным основанием, одного цвета со шляпкой или более синяя, в верхней части нередко с винным оттенком, сухая, с возрастом полая.
- Споровый порошок кремового цвета. Споры 7—9×5,5—6,5 мкм, широко-эллипсоидной формы. Базидии четырёхспоровые, 37—50×7—11 мкм. Псевдоцистиды желтоватого цвета, 42—50×2—5 мкм. Макроцистиды немногочисленны или вовсе отсутствуют. Хейлоцистиды 20—45×2,5—6 мкм.

## Экология и ареал
Произрастает под дубом, сосной и Sabal palmetto, в Северной Америке.

## Сходные виды
- Lactarius chelidonium Peck 1872
- Lactarius rubrifluus Gill. 1870